# Narcissus tenuior
Narcissus tenuior är en amaryllisväxtart som beskrevs av William Curtis. Narcissus tenuior ingår i släktet narcisser, och familjen amaryllisväxter. Inga underarter finns listade i Catalogue of Life.